# Андрійківці
Андрі́йківці — село в Україні, у Розсошанській сільській територіальній громаді Хмельницького району Хмельницької області. Населення становить 599 осіб.

## Інфраструктура
- Дитячий садок

- Гімназія

- Будинок культури

- Декілька магазинів та бар

## Уродженці
- Лесь Володимир Степанович — художник.

## Галерея

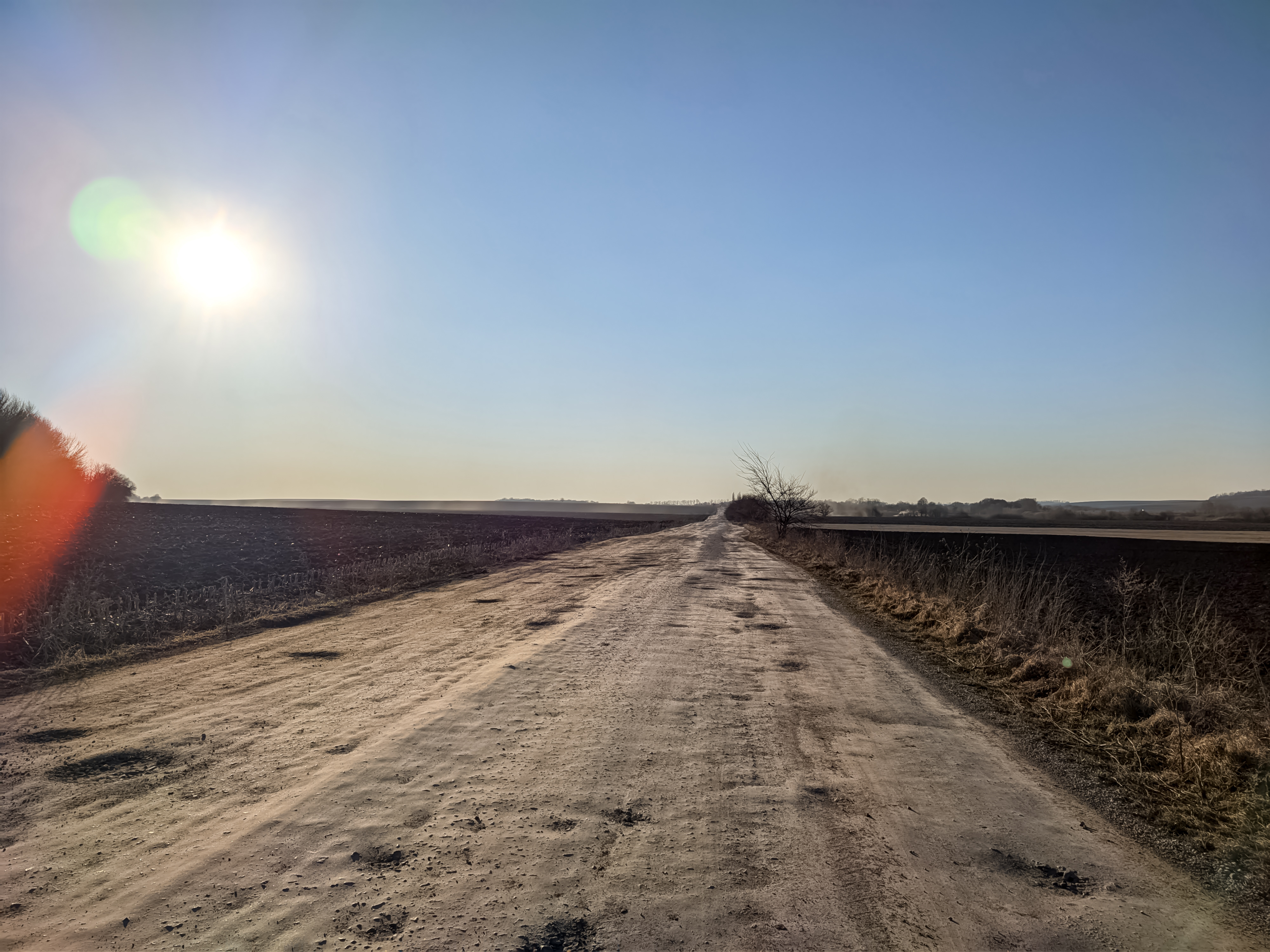
Дорога в напрямку села
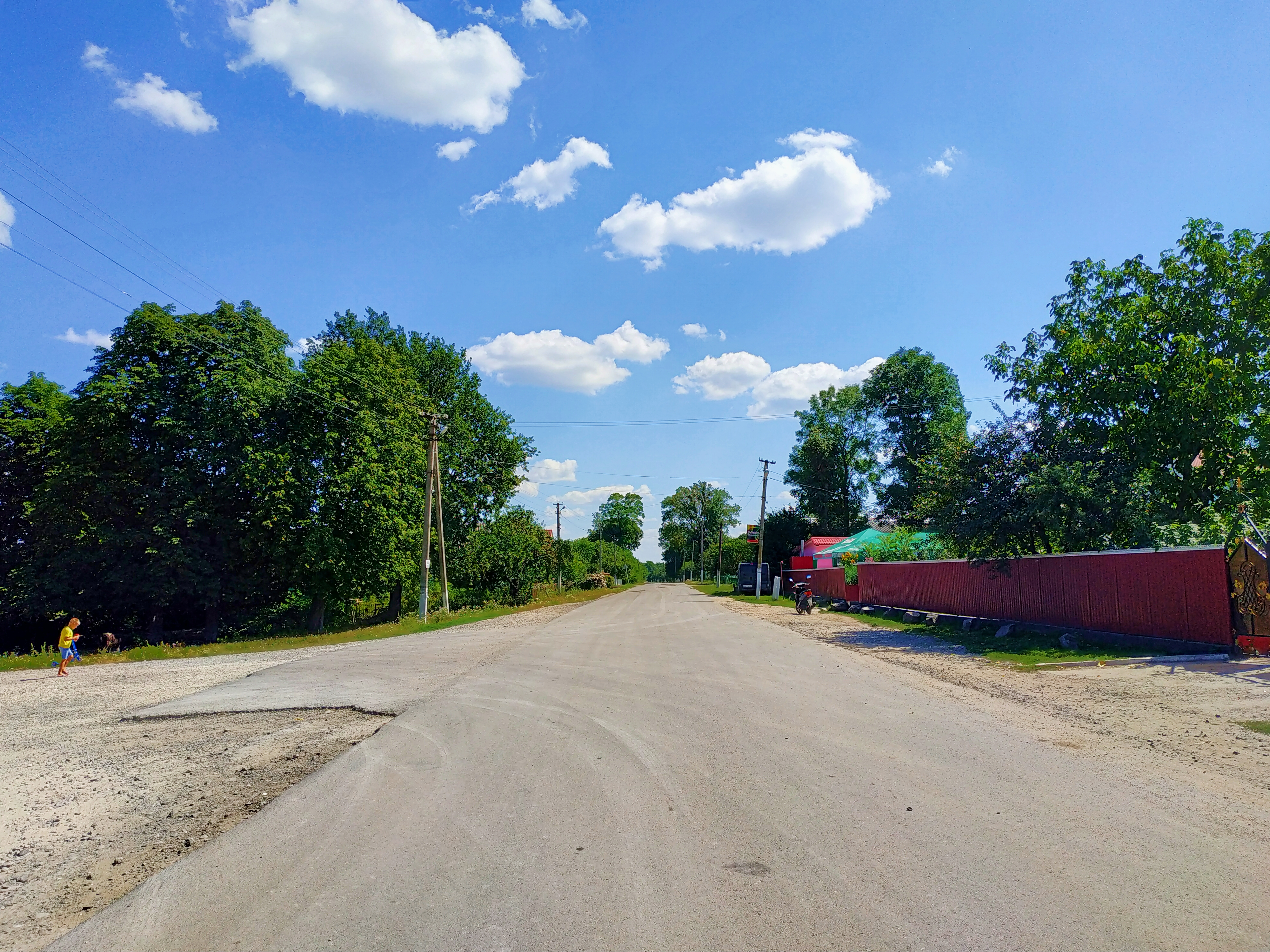
Вулиця Центральна
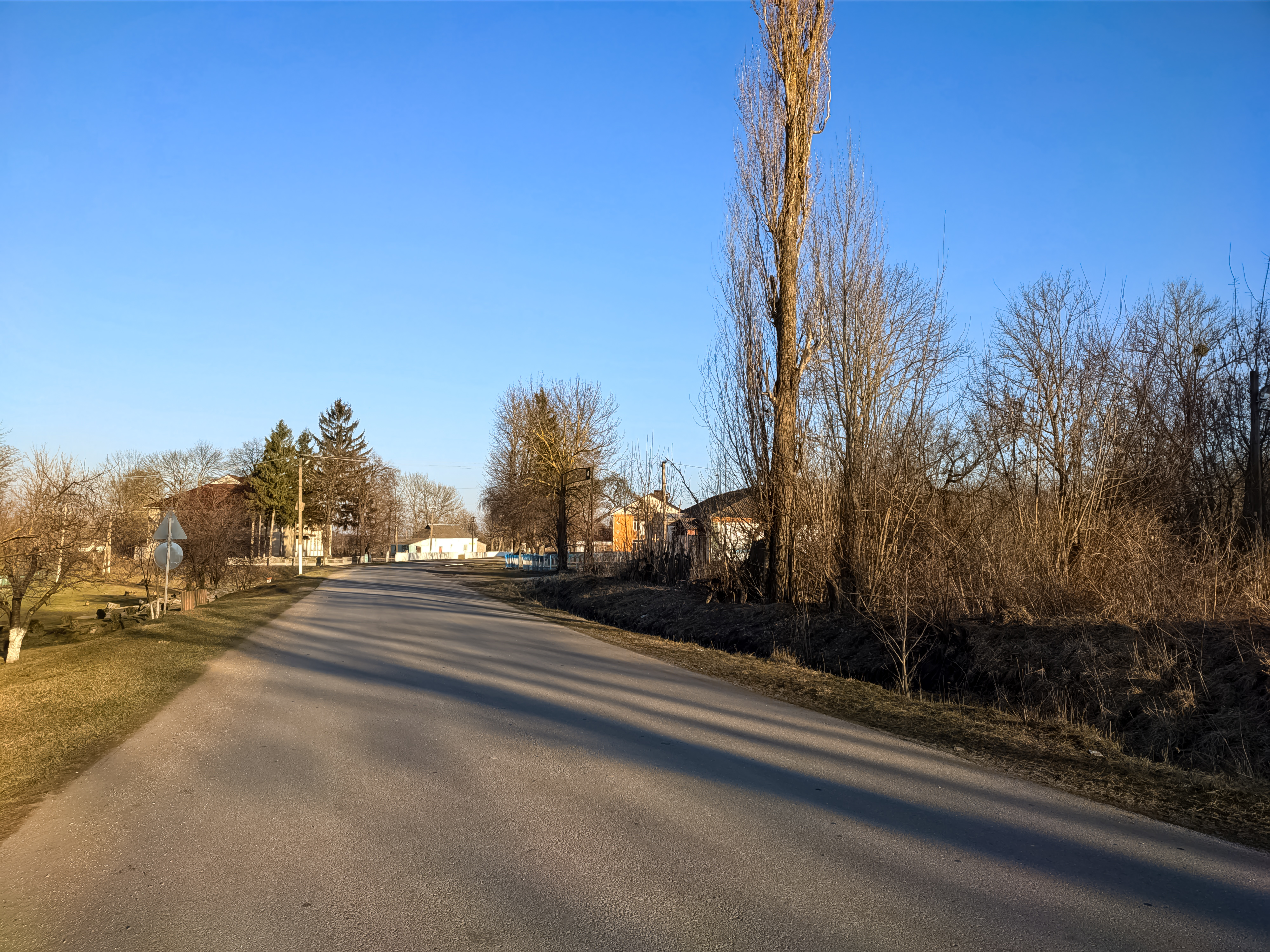
Вулиця Центральна
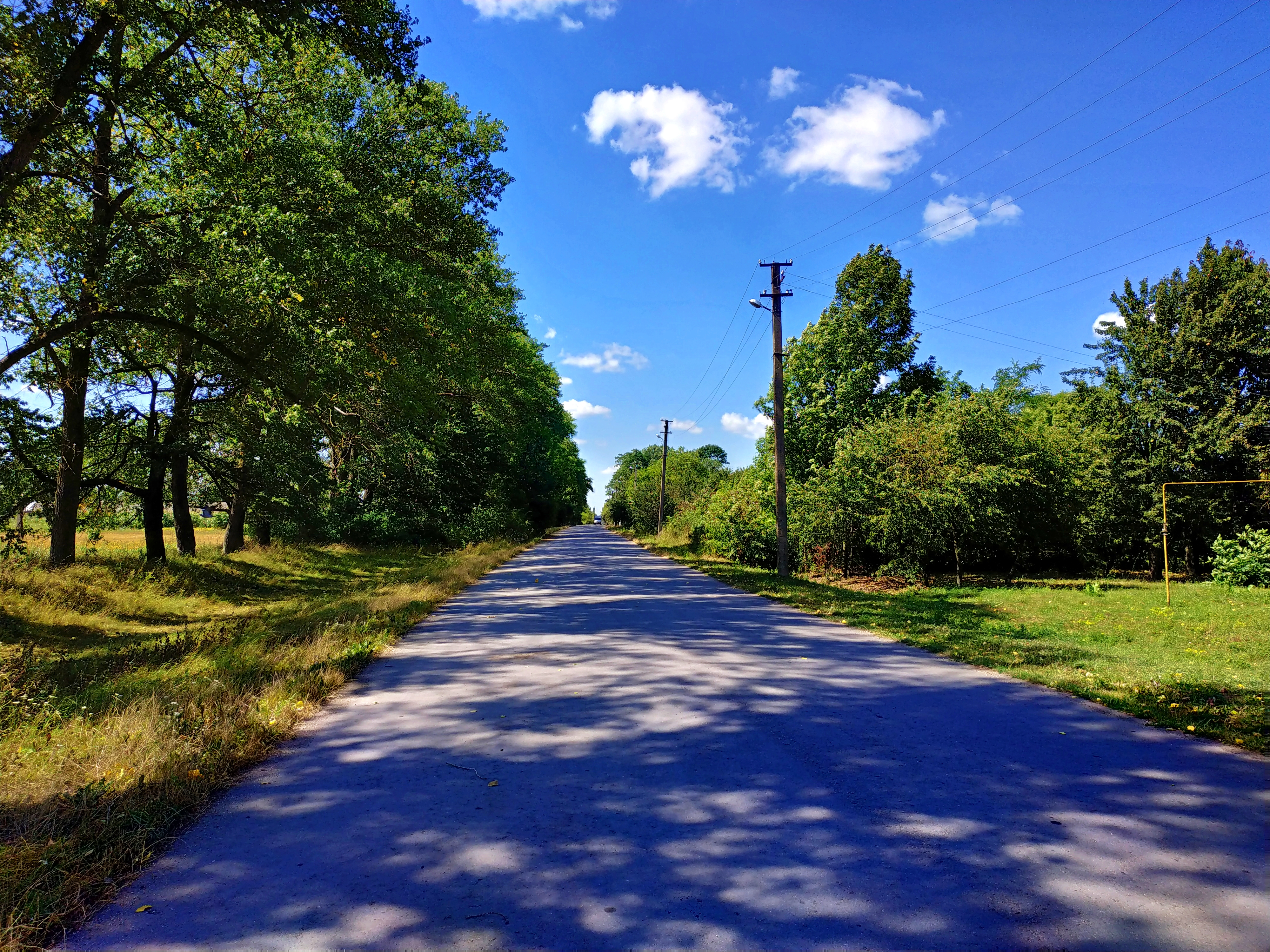
Вулиця Центральна
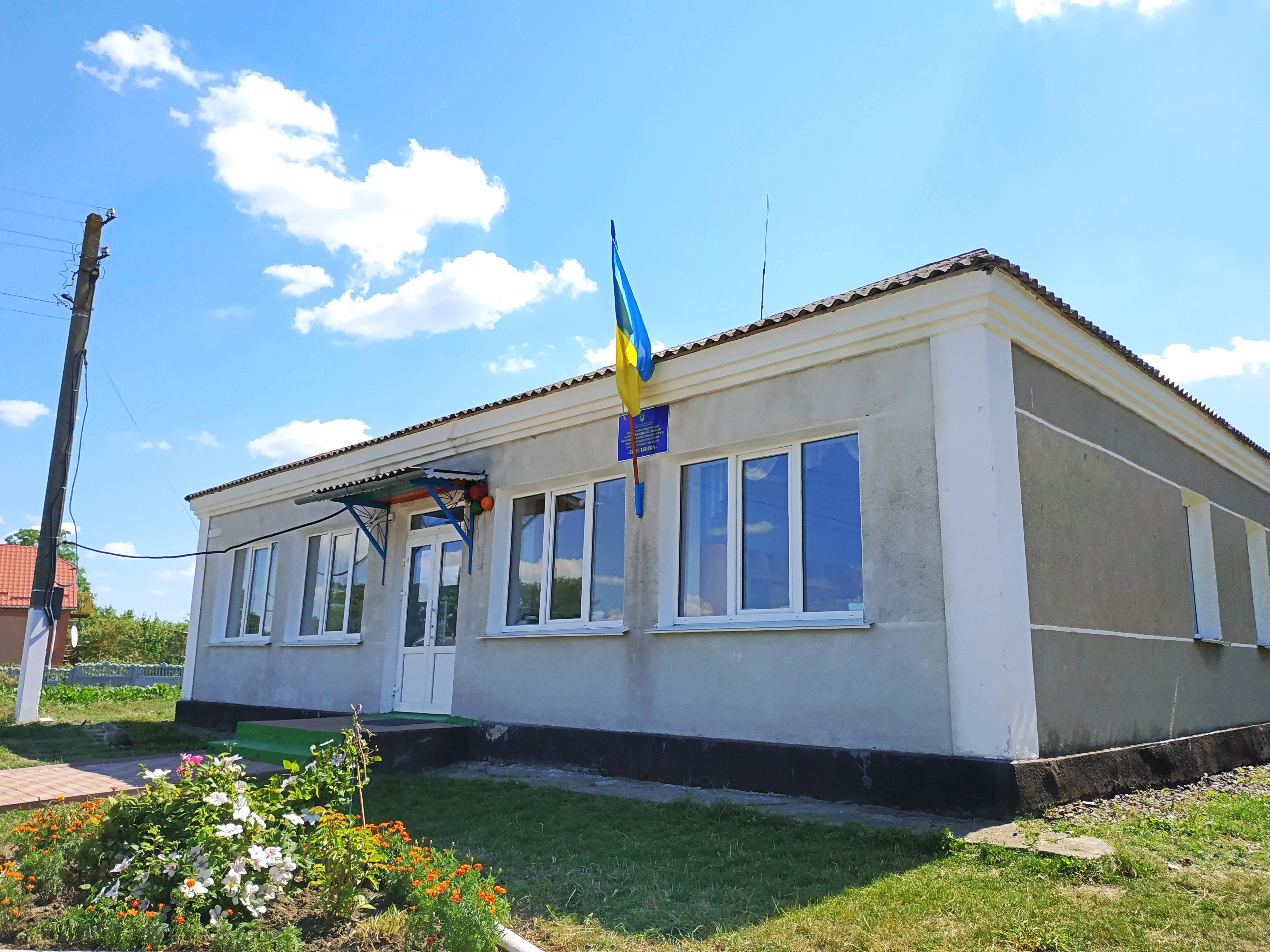
Дитячий садок
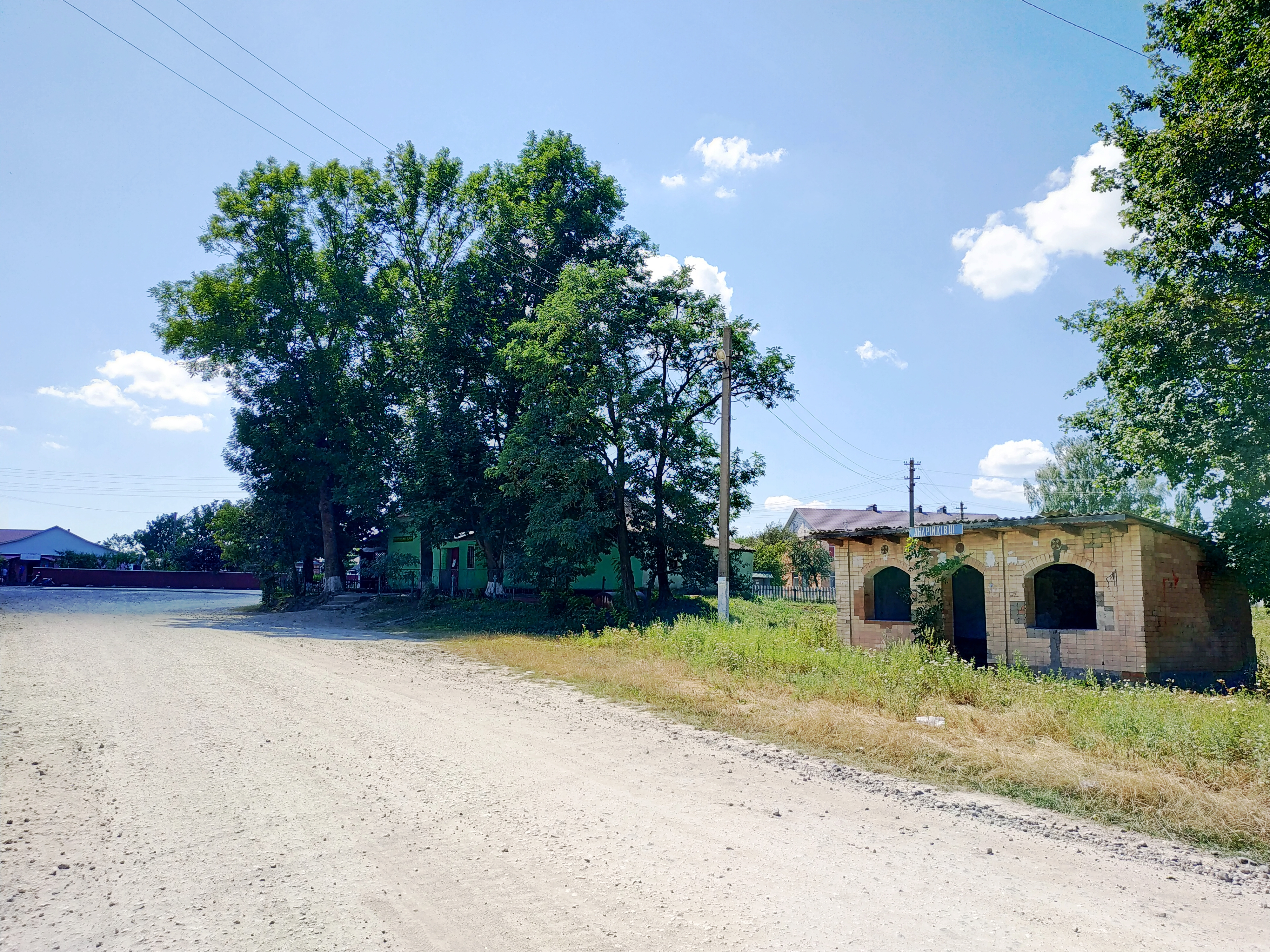
Покинута автобусна зупинка
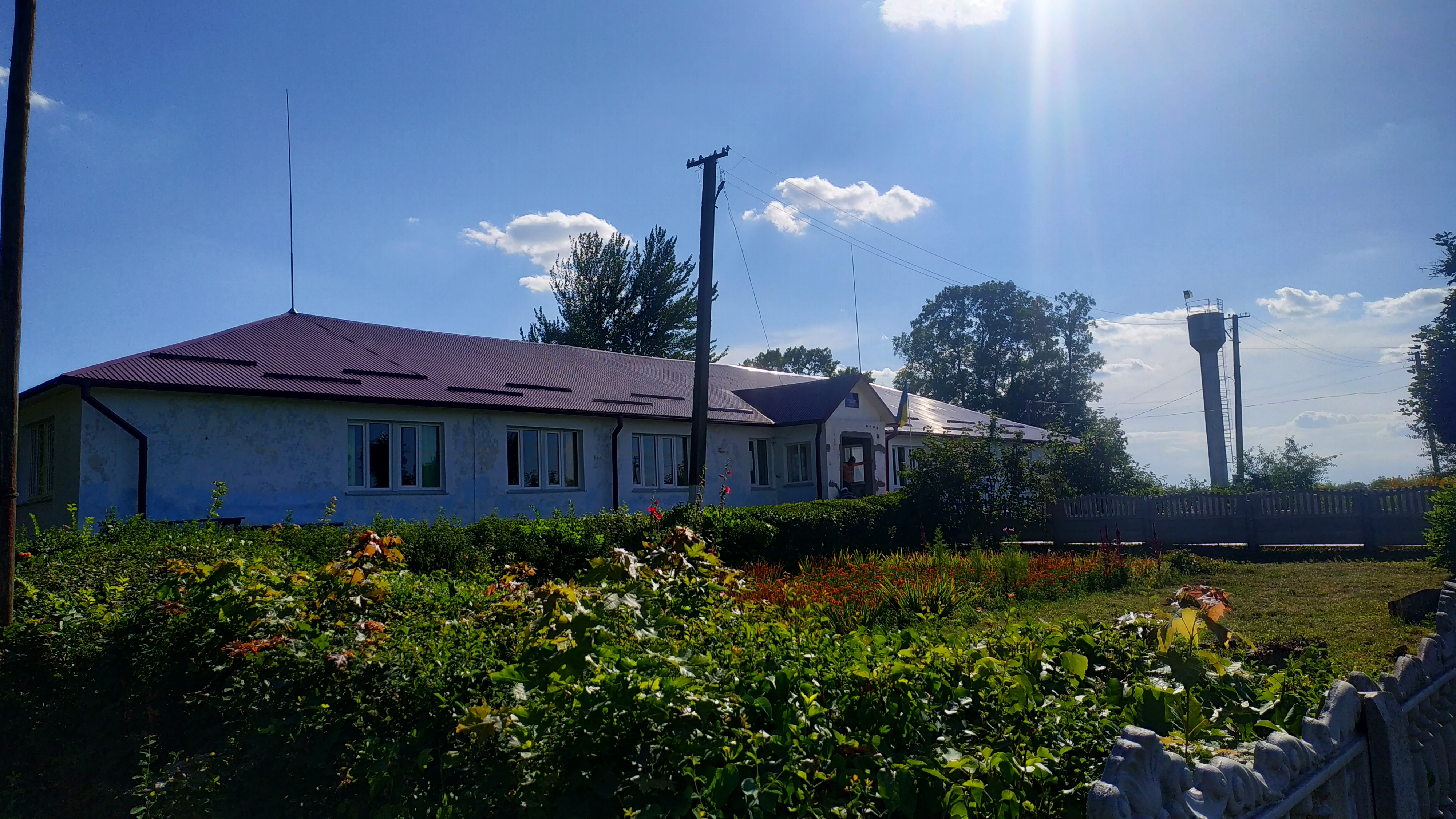
Школа
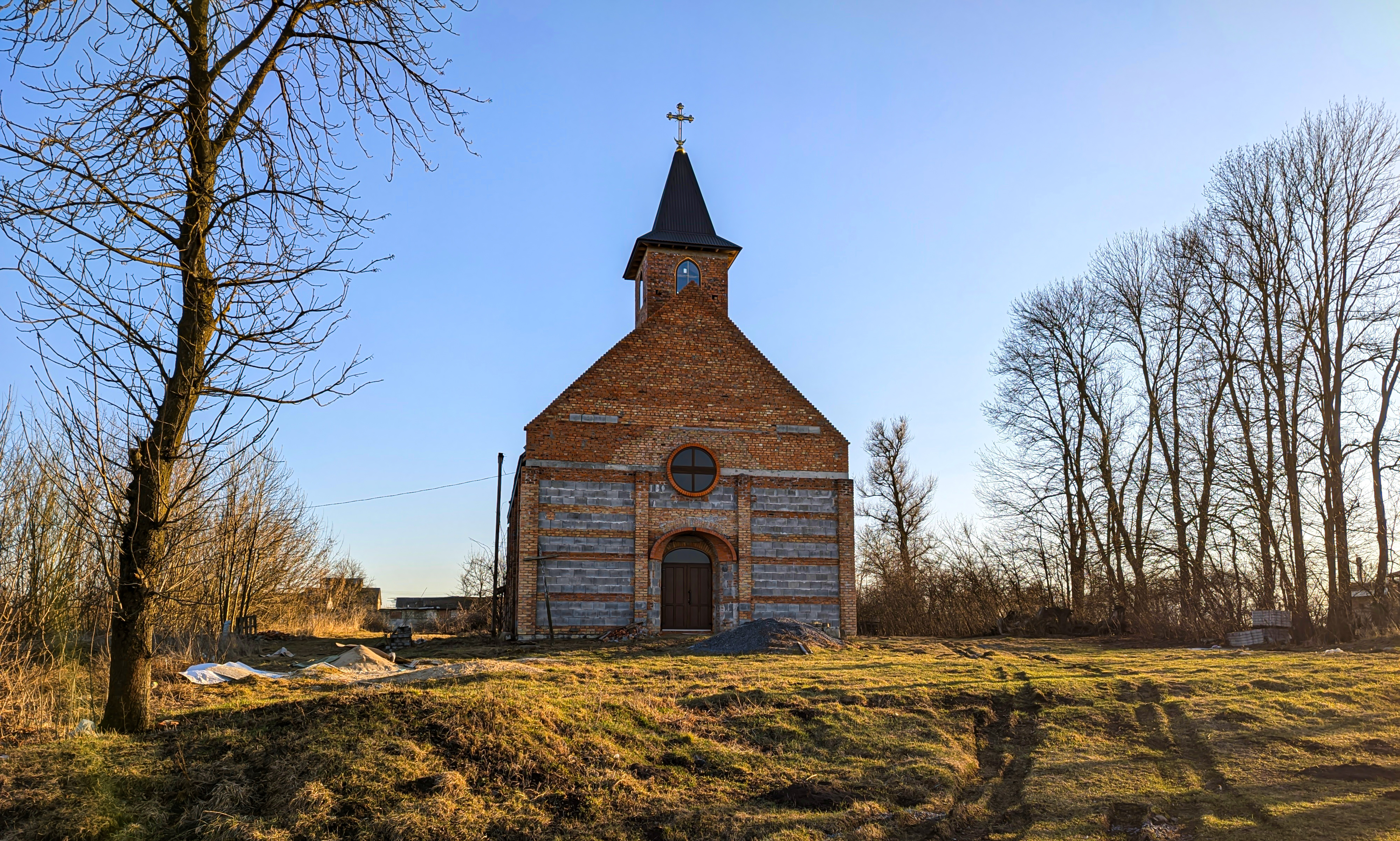
Сільський костел
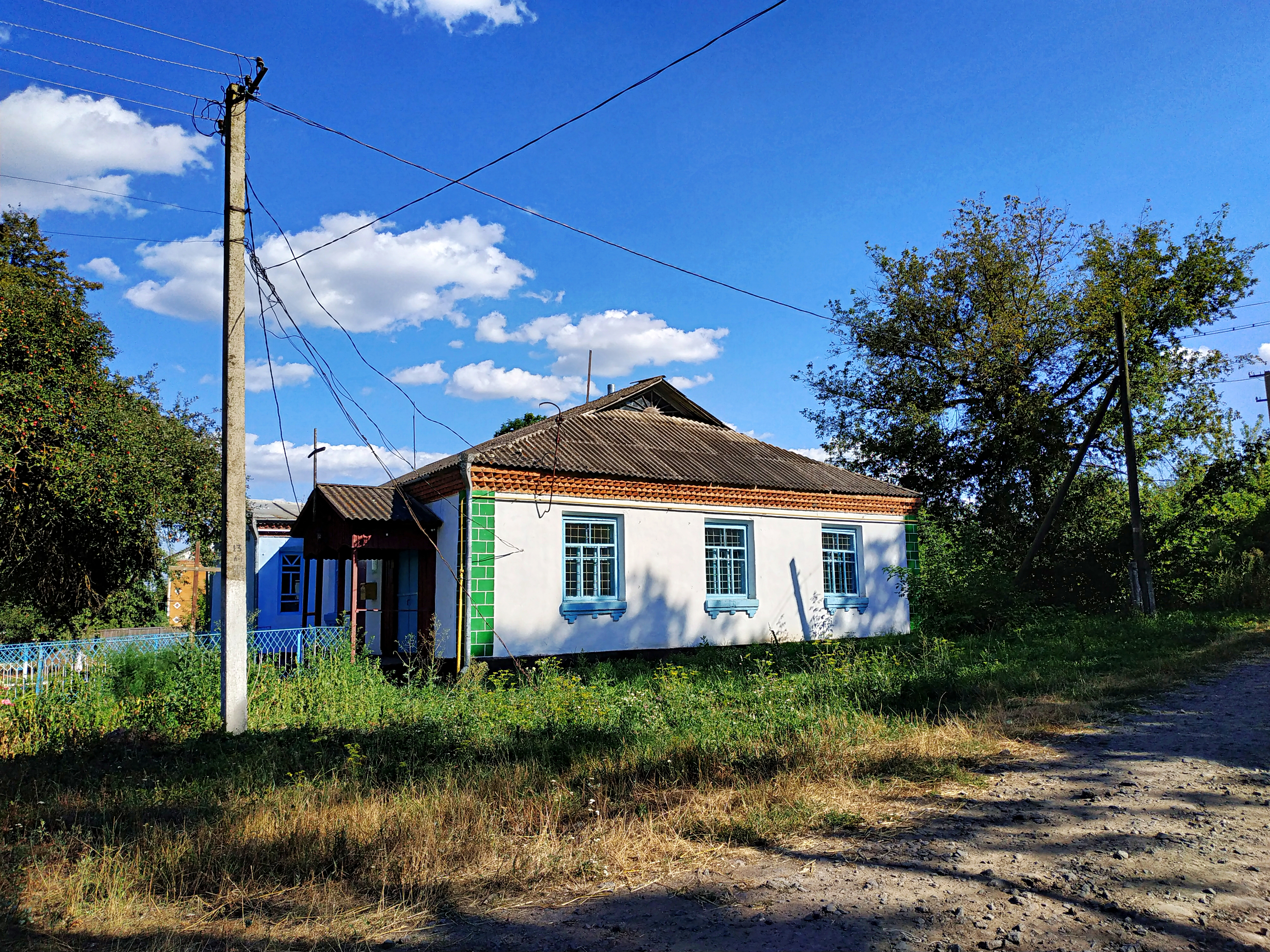
Приміщення пошти
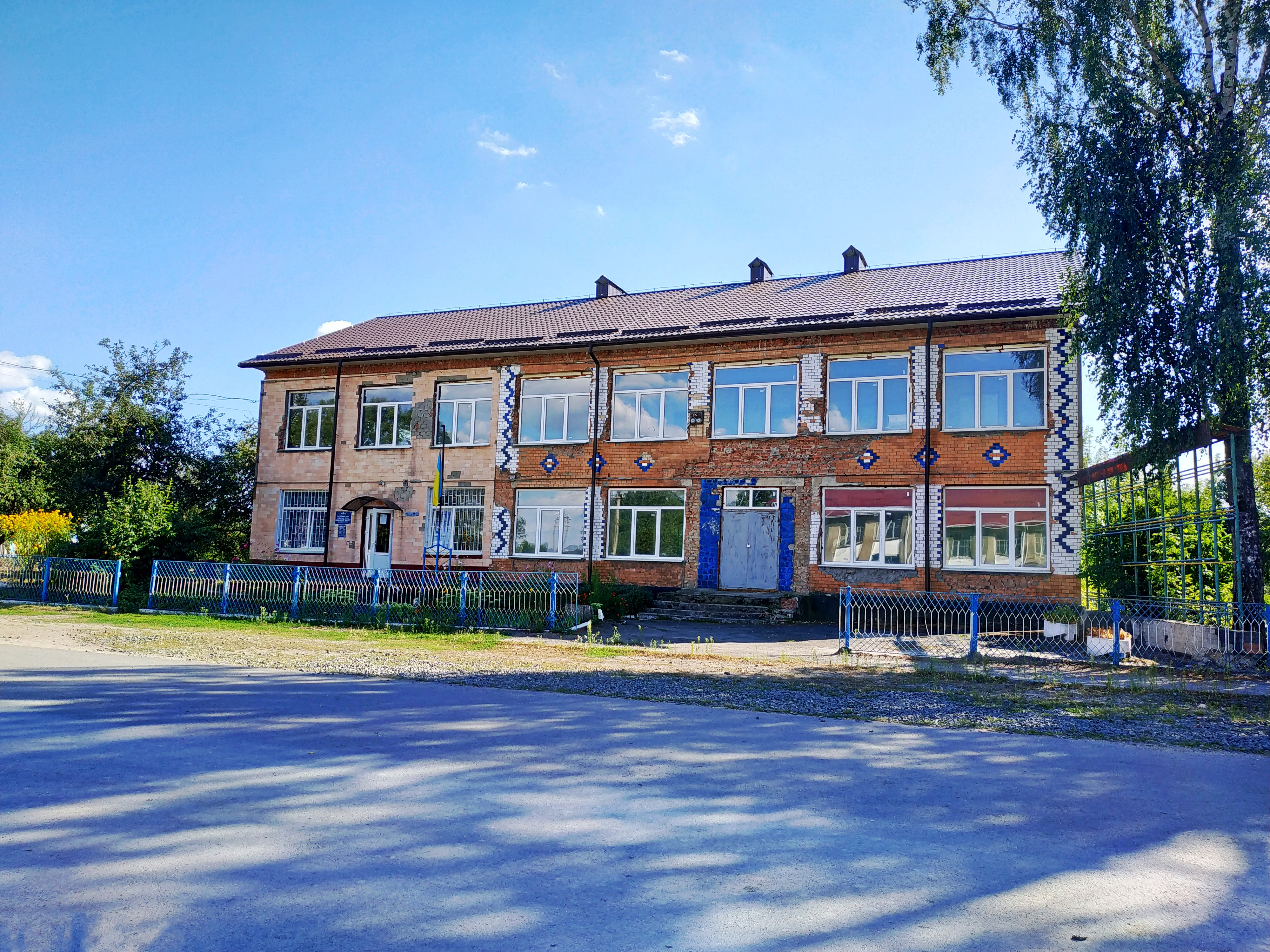
Сільська рада
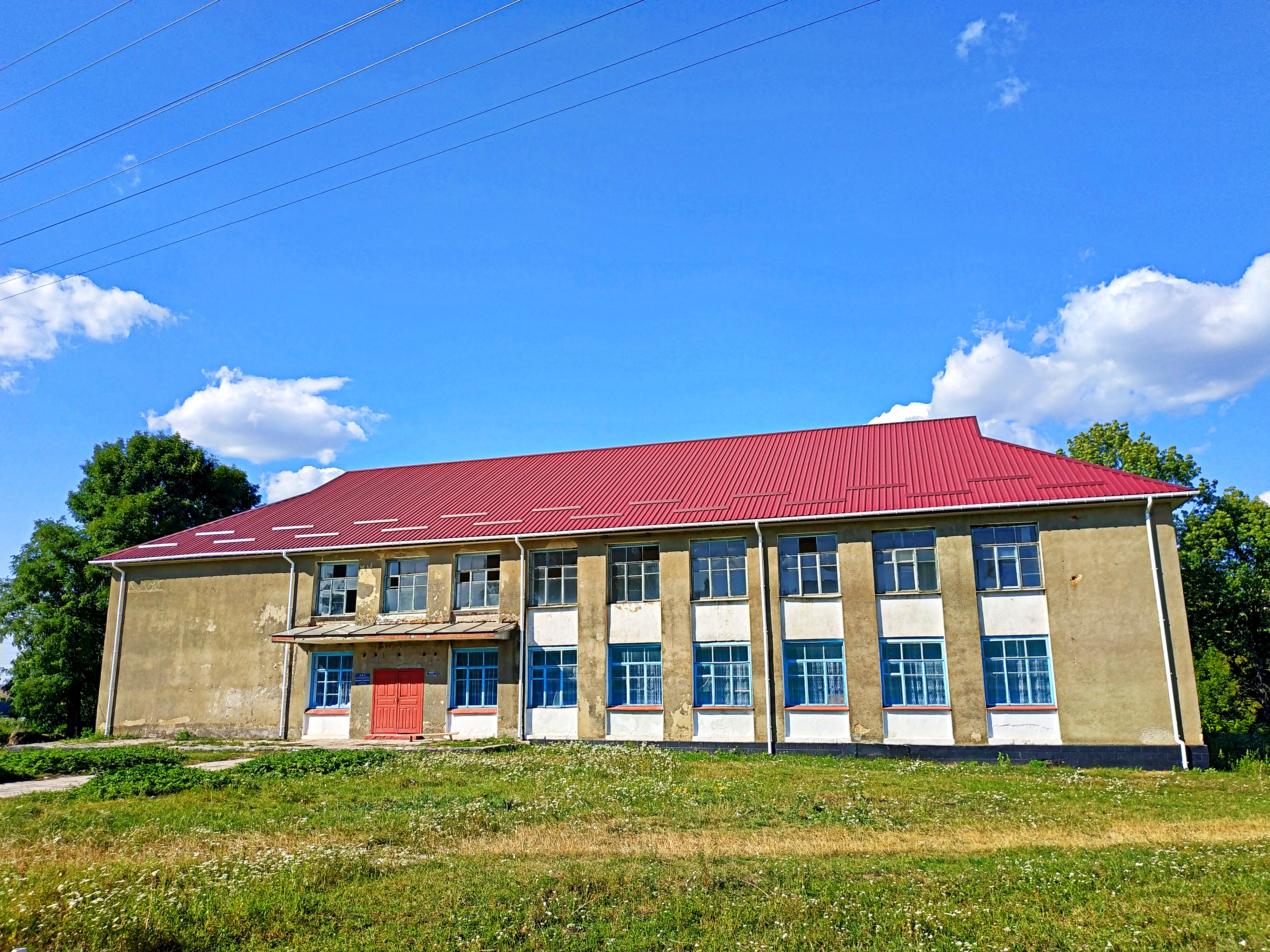
Будинок культури
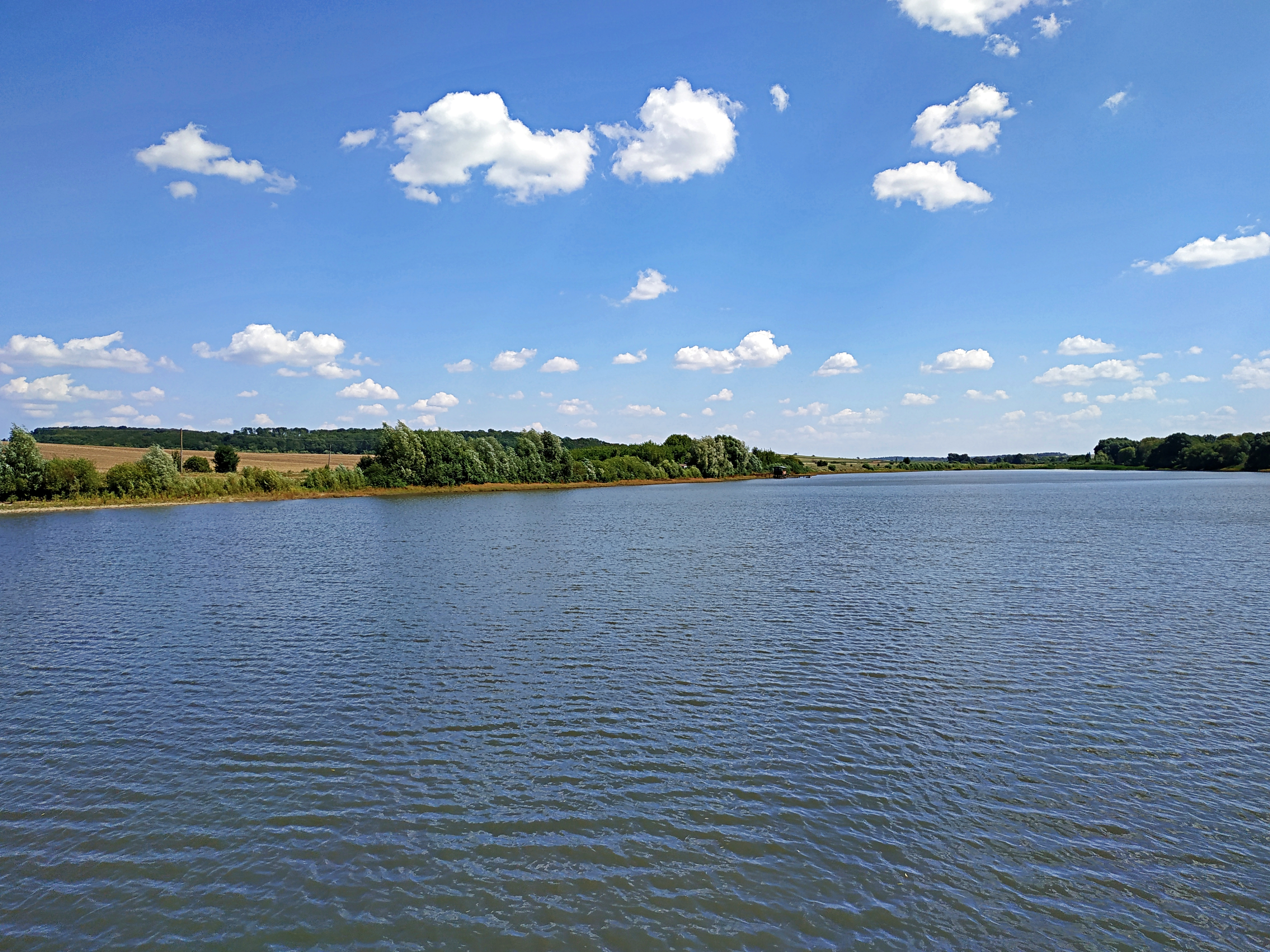
Сільський став
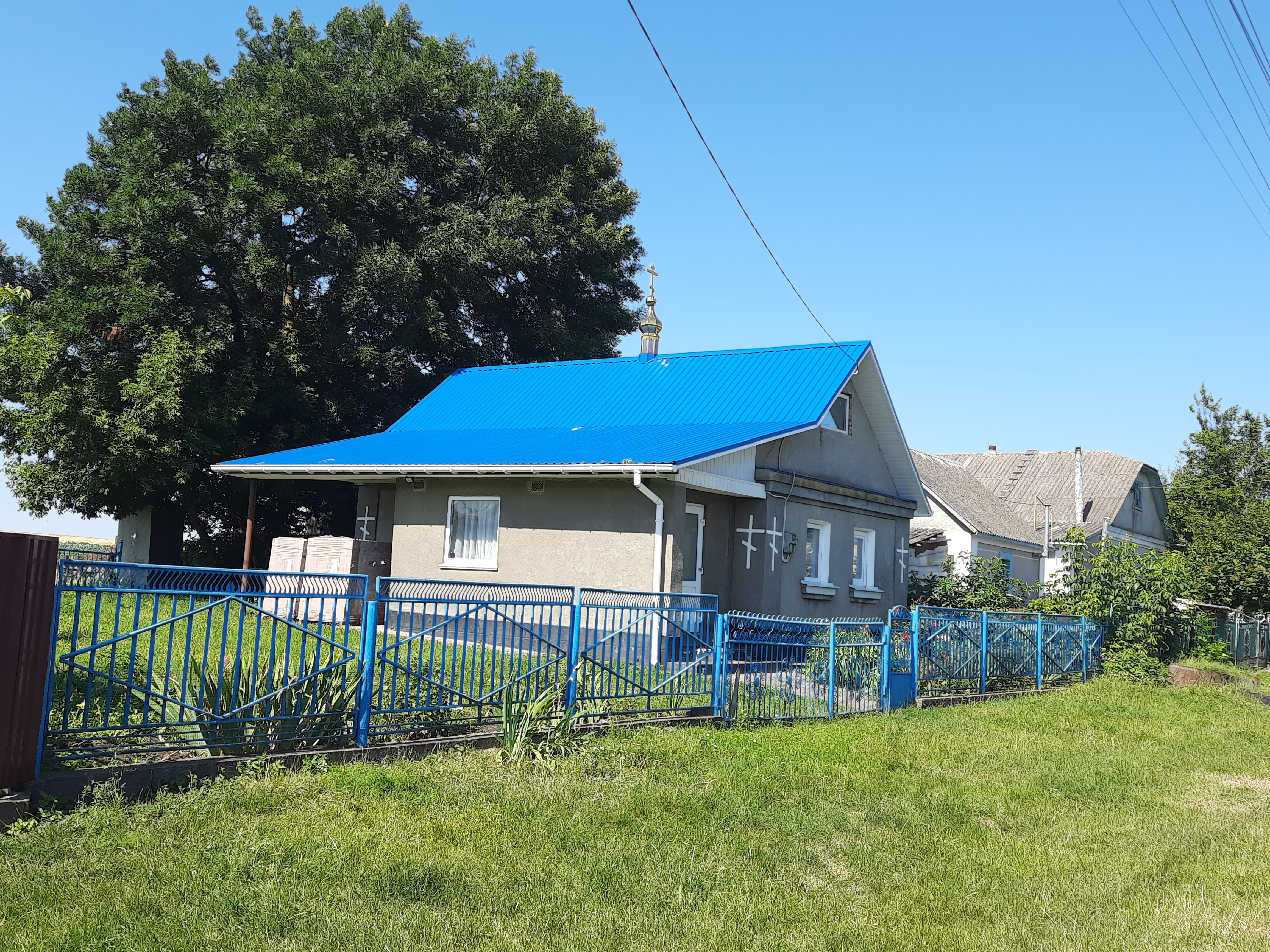
Каплиця
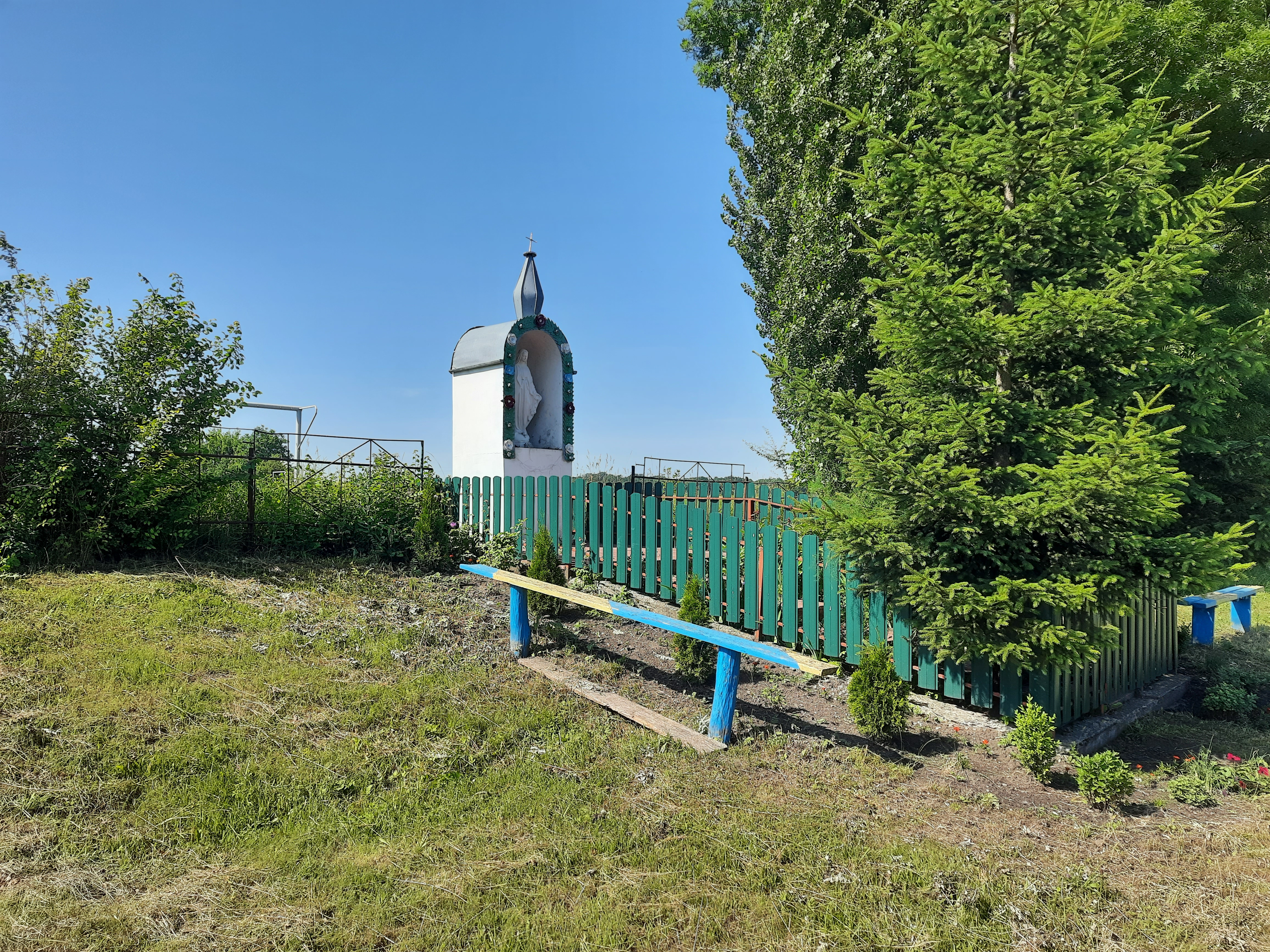
Капличка
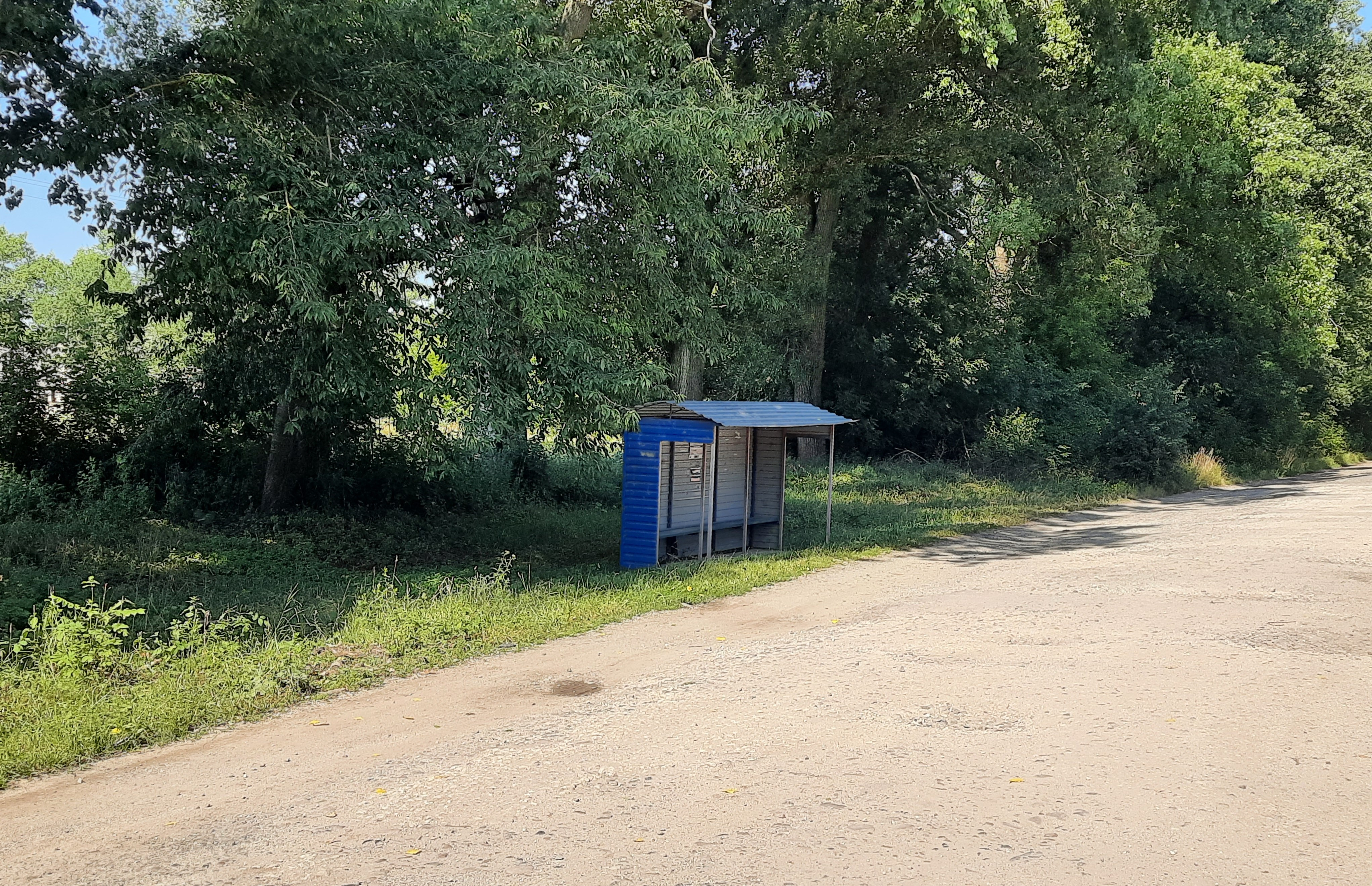
Автобусна зупинка